# ラグーンエンジン
『ラグーンエンジン』 (Lagoon Engine) は杉崎ゆきる原作の漫画作品。『月刊ASUKA』（角川書店）で連載。7巻までが発売されている（2007年11月現在）。『ラグーンエンジン・アインザッツ』が『月刊ニュータイプ』に連載されていたが、こちらも中断。

## あらすじ
代々、凶（マガ）と呼ばれる悪霊・幽霊などを退治する「楽師」の家系である等軍家の兄弟「等軍焔」と「等軍陣」。小学生の2人は楽師の修行中である。
当主である父親から指令をもらい、凶を倒す修行をこなしていき、様々な事件に巻き込まれていく。

## キャラクター
キャストはドラマCDより。

### 主要人物
等軍 焔（らぐん えん）
声：落合扶樹 「decade」版では水樹洵
本作の主人公。弟の陣と共に父の与えた指令を日々こなしていく小学6年生。持ち凶は古雅（コガ）。責任感の強い優等生で、突っ走りがちな弟のストッパー役。父親以外にまともな大人が身近にいない反動か、自分が家を任されていると気負っている感があり、悩みを内側に溜め込みやすい。
全国模試では常にトップという努力家型の秀才で、自分と並んで首位をキープする高神学園の綾人の存在を、顔も知らない内からライバル視していた。しかしその綾人が母方の従兄弟であることが判明し、更には同居することになってその人柄に直に触れてからは友人同士となる。しかしそれ以降も、近頃見るようになってしまった不思議な夢の影響によるものか、綾人のことを出会う以前とは違った意味合いで強く意識している節がある。
実は自家中毒と思しきアレルギー性疾患を患っているのだが、普段からあまり薬の服用に対して積極的ではなく、その為に発作を起こすことも多い。凶との戦闘では結界を張って敵の分析を担当する。
昔父親によって修行の一環として凶虫の中に放り込まれた経験から、納豆のような「ぬるぬるしたもの」が大の苦手で、視界に入っただけで気絶してしまう。スイミングスクールにも通っている。弟の陣ともども、凶に正体を悟られない為の自分しか知らない真実の名「臣名（オミナ）」を持っているらしい。
等軍 陣（らぐん じん）
声：神木隆之介 「decade」版では田村ゆかり
焔の弟である等軍家次男の小学5年生で、凶との戦いでは攻撃担当。持ち凶は宙（ソラ）。喧嘩っ早く生意気だが、根は泣き虫で甘えん坊。普段はその奔放さで焔を振り回してばかりだが、何事も1人で内側に溜め込んでしまう焔の身を案じてもいる。
焔のことは「焔兄」と呼んでいるが、幼い頃（少なくとも焔が発病するまで）は「お兄ちゃん」と呼んでいた。
典型的な感じに嫌いな食べ物はピーマン（他にも嫌いなものは多いらしい）。勉強は苦手で、九九を覚えるのに半年かかったという。最近焔の夢に出てくる光景と酷似した一瞬のヴィジョンを目撃するようになる。
第3巻で綾人や、浄属性の馬楽先生の助言によって新必殺技「散手破陣楽」を完成させた。文字通りの意味でも「楽師」なので、龍笛の腕前は中々のものである。実はカナヅチ。焔と同じく「臣名」の持ち主。
峰水 綾人（ほうすい あやと）
声：坂本真綾 「decade」版では朴璐美
家庭の事情で等軍家に居候中の焔達の従兄弟。私立高神学園の初等部生徒会長を務めており、全国模試では焔と並んで首位をキープしている優等生である。
焔や陣とは赤ん坊の頃会ったきりだったが、再会して一晩で打ち解けるに至り、今では2人の良き理解者となっている。
優しく温厚だがどこか謎めいた雰囲気を漂わせており、彼の何気ない言動は焔をドギマギさせることもある。
従兄弟といっても等軍の血筋ではないので、焔達に会うまでは楽師や凶については何も知らなかったはずなのだが、楽祈に触れても平気だったり、母親（紅音の妹）もまた彼に対して紙鳥を飛ばして連絡を取っていたりと謎も多い。焔と陣からは「あや」と呼ばれている。

### 等軍家
等軍 秀明（らぐん ひであき）
声：高瀬右光
焔と陣の父親であり、等軍家の現当主。温厚そうな外見とは裏腹に、楽師としての修行においては息子達に対しかなりのスパルタ教育を施している。焔が敬愛している数少ない目上の人間。
焔や陣はまだ見たことはないが、その持ち凶はかなり巨大かつ強力らしく、2巻ではかろうじてその巨鳥を思わせるシルエットが見えた。
等軍 紅音（らぐん あかね）
声：三石琴乃
焔と陣の母にして、綾人の伯母。綾人のことは「綾ちゃん」と呼んでいる。
「茉莉アカネ」なるペンネームで売り出し中の人気小説家だが、性格はアバウトでだらしない部分もあり、〆切に追われている際などには家の仕事を担当編集者である慎太郎に一任し、執筆に没頭している。そのため、焔には反面教師として見られている。ネタに詰まると焔や陣でネタを探すが、最近では綾人もそのネタ探しのターゲットになりつつある。
永作 慎太郎（ながさく しんたろう）
声：石田彰
紅音の担当編集者。執筆に多忙な紅音に代わって度々等軍家の台所を預かっている、恋人募集中の28歳。
仕事ではやり手と評判だが、その恒常的な奇行と女装趣味が祟り、焔にとっては紅音と並んで反面教師的な存在である。それでもやはりいざという時には、評判に違わず頼れる人。〆切直前のテンパった紅音には、ストレス発散とばかりに凄惨な目に遭わされていることが多い。

### 等軍兄弟の友人・親戚
もりばやし恵礼（-えれい）
声：釘宮理恵
焔と陣の幼馴染で、毎朝2人を迎えに行っている小学5年生。陣とは喧嘩友達。楽師や凶についての事情も知っているようだが、その割に考え方は現実的。勝気だが惚れっぽい一面もあり、2話で綾人に一目惚れした。父はロサンゼルスで記者をしているらしい。
御上 卓（みかみ すぐる）
声：山口眞弓
等軍兄弟と同世代でありながら、若くして等軍の分家たる御上家の当主の座に就いた少年。中学1年生。守属性で、持ち凶は護狼（ゴロー）。首元と両腕に家紋入りの布を巻いている。
普段は冷静だが、「分家」呼ばわりされることにコンプレックスがあり、何かと「分家」と叫ぶ陣とは犬猿の仲。因みに自宅は等軍家のそれより遙かに「本家」らしい風格を見せる純和風の武家屋敷。妹の奏に対してその問題児ぶりには呆れつつも大事に思っており、奏が陣に思いを寄せると知ると力いっぱい拒否している。兄の焔とはそれなりに仲は良い。
御上 奏（みかみ かな）
声：かないみか
卓の3つ下の妹。正式に登場したのは2巻だが、実は第1話の裏側で陣と出会っており、足を怪我して動けなくなった自分を家まで連れて行ってくれた陣に想いを寄せている。
恐らくは兄と同じく守属性で、持ち凶の綺羅（キラ）は人の姿に変身出来る能力を持つ。
全体的に小柄で、長い黒髪を飾る家紋入りの大きなリボンが特徴的。日常的に振袖を着用している。
口調や物腰こそ淑やかな深窓の令嬢といった感じだが、性格そのものは泣き虫で甘えん坊。その上しばしば学校をサボっているなど案外問題児な為、卓の頭を悩ませている。
超低血圧でもっぱら夜に活動するが、陣に惚れてからは朝に家まで迎えに行ったりと、多少は改善されてきた。
鳥羽 狂（とば きょう）
京都にある等軍の分家のひとつ「鳥羽」家の次男で、3人兄姉弟の末っ子の9歳。攻撃属性で、持ち凶は叉儀（サギ）。
好戦的な性格で、陣とは似た者同士のケンカ友達。兄弟の中では唯一標準語を話している。
鳥羽 杏（とば きょう）
鳥羽の長女で狂の姉である14歳。訳属性で、持ち凶は歌良洲（カラス）。
普段は無表情だが言動はストレートで、焔に気があるような素振りを見せる。
鳥羽 馨（とば きょう）
3兄姉弟の長子である鳥羽家長男。16歳の高校1年生。守属性で、持ち凶は夜目（ヤメ）。
記憶力抜群の焔でさえ気がつくと忘れているというほど存在感が薄く、彼の登場するコマはいつも顔の上半分が見切れていたり、隠れていたりする。身内でも顔を覚えられないのだという哀れな青年。

### その他
新野 罪（しんの ざい）
複数の凶を操り狂わせる裏の楽師「仮面傀儡師（かめんくぐつし）」の少年。
19体の凶を封じ込めた蔵書を奪い、焔と陣を試すかのように様々な事件を引き起こしているが、その目的は定かではない。
実は綾人の通う高神学園の生徒会役員の一人で、近頃は思わせぶりな言動をちらつかせて綾人に急接近している。綾人からは「変な後輩」としか見られていないが、中身は残忍で冷酷。
馬楽先生（バラせんせい）
凶や楽師しか入り込めない異空間で接骨院を営む医師。
凶の医師にして楽師のカウンセラーである浄属性で、陣の必殺技完成にアドバイスを授けるが、治療は結構荒っぽい。
棗（ナツメ）という凶が接骨院を手伝っているようだが、持ち凶かどうかは不明。
霧島 未来（きりしま みき）
重度のシックハウス症候群の為、3年前から龍浪病院で入院中の少女。ひょんなことから「3回目のクラスメイト」である焔と知り合い、仲良くなる。
儚げな印象とは裏腹に明るく元気な性格だが、いつか置いていかれてしまうのではないかという不安を抱えている。
焔と知り合ってから凶である古雅や宙を視認出来るようになったり、幽体の愛犬トムが凶化し始めるなど、楽師としての素質が徐々に芽生えかけている。一計を案じた焔によってもしもの時の為に紙鳥を渡されたが、無菌状態の病室から一歩も出られない今の未来にとって、「どこにいても焔の元に届く」というその紙鳥は単なる手紙以上の大きな意味を持つ。
どうやら演劇が好きらしく、人目を盗んではよく練習を重ねており、その美しい声は思わず焔も聞き惚れるほど。
トム
交通事故で亡くなってしまった未来の愛犬。迷魂となってからも未来の姿を捜し続けていたものの、凶の餌食にされぬようにと龍浪の神によって神社の中から一歩も出ることが出来ずにいた。焔と陣に導かれて、ようやく未来の元へと辿り着く。
それ以降もずっと未来の傍にいたようだが、最近になって凶化が進行している。
宇月田 救（うつきた すくい）
骨董屋「闇屋」の案内人を務める楽師の少年。針を武器としている。面倒くさがりでほとんど説明せずに焔と陣を試すが、それは行方不明となってしまった姉を思い出さないようにするためである。姉の行方を知るために、彼は闇屋の案内人となった。
命矢（めいや）
楽師に仕える獣で救と共に闇屋の案内人を務めている。普段は人間の姿だが本性は黒い化け猫で、二股のしっぽを持つ。救とは反対におしゃべりで、喧嘩っ早い陣を気に入る。闇屋の主人の元で働いている代志乃が好きだが、彼女からは毎度毎度攻撃を食らっている。
本来ならば「密矢（みつや）」という白い猫と対の存在であるが、現在密矢は救の姉・帷（とばり）と共に行方不明となってしまっている。
代志乃（よしの）
闇屋で働く猫。普段は和服に身を包んだ少女の姿をしている。路頭に迷っていたところを闇屋の主人に拾われ、ギブアンドテイクで働いているらしい。命矢に好かれているが代志乃本人は冗談ととらえているのか、毎度毎度命矢を引掻いている。
仮面傀儡師と対面したことがあり、焔と陣に仮面傀儡師は幼い少年だということを教えた。

### ドラマCDのオリジナルキャラクター
広田みかん
声：小桜エツ子
スポーツが得意な男勝りの小学6年生。焔とはバスケの試合を通して知り合う。男兄弟の存在に憧れており、陣のような弟が欲しいと思っている。
広田あんず
声：本井えみ
みかんの妹で、姉とは正反対のかなり引っ込み思案な性格。ドラマCD本編でのキーパーソン。

## 書誌情報
ラグーンエンジン
- 単行本

1. 2002年12月17日、ISBN 978-4-04-924927-9（初回版：2002年12月13日、ISBN 978-4-04-853589-2）
2. 2003年08月11日、ISBN 978-4-04-924951-4
3. 2004年07月17日、ISBN 978-4-04-924978-1
4. 2006年01月17日、ISBN 978-4-04-925020-6
5. 2006年06月17日、ISBN 978-4-04-925027-5
6. 2007年07月17日、ISBN 978-4-04-925046-6
7. 2007年11月17日、ISBN 978-4-04-925054-1

- 愛蔵版

1. 2013年03月22日、ISBN 978-4-04-120714-7
2. 2013年03月22日、ISBN 978-4-04-120715-4
3. 2013年04月24日、ISBN 978-4-04-120716-1
4. 2013年05月23日、ISBN 978-4-04-120717-8

ラグーンエンジンアインザッツ
ＣＤ付き特装版：2006年03月22日、ISBN 978-4-04-853930-2
1. 2006年06月21日、ISBN 978-4-04-853929-6

## CDドラマ
原作1巻の初回版コレクターズセットの付録と、ラグーンエンジンCDドラマ「桜吹雪に消えた謎」の前編・後編がある。
ドラマCDは設定が随所で違っており、特に御上兄妹などキャラクターの性格やキャラ同士の関係が大幅に変わっているなどの変更点が目に付く。

### スタッフ
- 原作/スーパーバイザー：杉崎ゆきる
- 脚本：吉永亜矢
- 演出：柏倉ツトム（テクノサウンド）
- 音楽：片倉三起也
- 音楽エンジニア：瀧田二朗
- プロデューサー：佐々木史朗

### イメージソング
カ・ガ・ヤ・ケ！（「桜吹雪に消えた謎」収録）
歌：田村翔、作詞：井手コウジ、作曲：飯田健彦、編曲：石塚知生